# Балема Микола Опанасович
Микола Опанасович Балема (нар. 1 травня 1948, Жилинці Україна) — український диригент, народний артист України (1988). Кавалер ордена Дружби народів — 1987, 1999 — орденом «За заслуги» 3 ступеня, 2008 — ордена «За заслуги» 2 ступеня, 2005 — Почесною грамотою ВР України. З 2000 року — професор Хмельницької гуманітарно-педагогічного інституту. Серед його творів: пісня «Козацькому роду нема переводу» (на вірші П. Карася і М. Воньо).

## Життєпис
Народився в селі Жилинцях Ярмолинецького району Хмельницької області. Закінчив 1972 року Уральську консерваторію. Також він навчався у Хмельницькому музичному училищі ім. В. І. Заремби на відділі народних інструментів у класі викладача Іллі Коробова. Під керівництвом Миколи Балеми колектив став дипломантом XII Всесвітнього фестивалю молоді та студентів у Москві. В 2007 році став дипломантом II Всесвітнього фестивалю-конкурсу народної хореографії імені Павла Вірського у місті Києві.
З 1972 — художній керівник і головний диригент ансамблю пісні і танцю «Козаки Поділля» Хмельницької обласної філармонії. В 2003 році був нагороджений обласною премією ім. Т. Г. Шевченка. Колектив «Козаки Поділля» отримав звання академічного. В 1986 році став «Народним артистом України». В 1999 році його нагородили відзнакою Президента України — орденом «За заслуги» III ступеня. В 2009 році він отримав орден «За заслуги» II ступеня. В 2005 році отримав Почесну Грамоту Верховної Ради України.
В 1979 році Микола Балема отримав звання «Заслуженого артиста України». В 1987 році був нагороджений орденом «Дружби народів».

## Доробок
Дискографія
- Ансамбль пісні і танцю «Подолянка». — М.: Мелодия, 1988. — С. 90. — 26695 007.

Праці
- Марші української звитяги: партитури для військових оркестрів. — Хм.: ПП Заколодний М. І, 2015. — ISBN 978-966-2597-34-9.